# Bradysia browni
Bradysia browni là một ruồi trong họ Sciaridae, thuộc chi Bradysia. Loài này được Shaw miêu tả khoa học đầu tiên năm 1935.